# Maderno (Toscolano Maderno)
Maderno (Madéren in dialetto gardesano) è una frazione del comune bresciano di Toscolano Maderno al cui nome contribuisce, e che corrisponde alla porzione dell'abitato a meridione del torrente Toscolano.

## Storia
La località era un villaggio lacustre in riva al Benaco di antica origine, che durante il periodo veneto era residenza del podestà della zona. Nel 1438 nelle acque di Maderno la flotta dei Visconti sconfisse una squadra navale veneziana. Maderno divenne per la prima volta frazione di Toscolano su ordine di Napoleone, ma gli austriaci annullarono la decisione al loro arrivo nel 1815 con il Regno Lombardo-Veneto. Dopo l'unità d'Italia il paese crebbe da millecinquecento a più di duemila abitanti. Fu il fascismo a decidere la soppressione del comune unendolo definitivamente a Toscolano.

## Società
Abitanti censiti